# Djebel Gourine
Djebel Gourine är ett berg i Algeriet. Det ligger i provinsen Médéa, i den norra delen av landet, 120 km söder om huvudstaden Alger. Toppen på Djebel Gourine är 896 meter över havet.